# Springer Science+Business Media
Springer Science+Business Media GmbH або Springer — глобальна видавнича компанія, що видає книги, електронні книги, рецензовані журнали на наукову, технологічну і медичну тематику. Springer також розміщає велику кількість наукових баз даних, як-от SpringerLink, Springer Protocols і SpringerImages. Понад 168,000 найменувань доступно як електронні книги у 24 предметних колекціях. Springer має основні офіси в містах Берлін, Гайдельберг, Дордрехт, Нью-Йорк.
15 січня 2015 року, Georg von Holtzbrinck Publishing Group / Nature Publishing Group разом із Springer Science+Business Media анонсували злиття. Транзакція завершилась у травні 2015 і сформувалась нова компанія Springer Nature.

## Продукти
У 1996, Springer запустив сайт SpringerLink де розміщує електронні книги і журнальні статті.